# Phippsøya
Phippsøya – największa z wysp w archipelagu Sjuøyane, w arktycznej Norwegii.
Wyspa Phippsøya, leżąca na północ od Ziemi Północno-Wschodniej, jest największą w archipelagu Sjuøyane. Ma długość 11 km. Cały archipelag stanowi część Svalbardu. Phippsøya oblewają wody Oceanu Arktycznego. Została nazwana na cześć angielskiego podróżnika i dowódcy wojskowego Constantine’a Phippsa, który w 1773 roku dowodził wyprawą w poszukiwaniu północnej drogi do Indii.
Sjuøyane i otaczające go wody należą do obszaru chronionego – Nordaust-Svalbard naturreservat. Na wyspie zachowała się drewniana chata zbudowana podczas wyprawy inspektora górniczego Hansa Merckolla w 1936 roku.

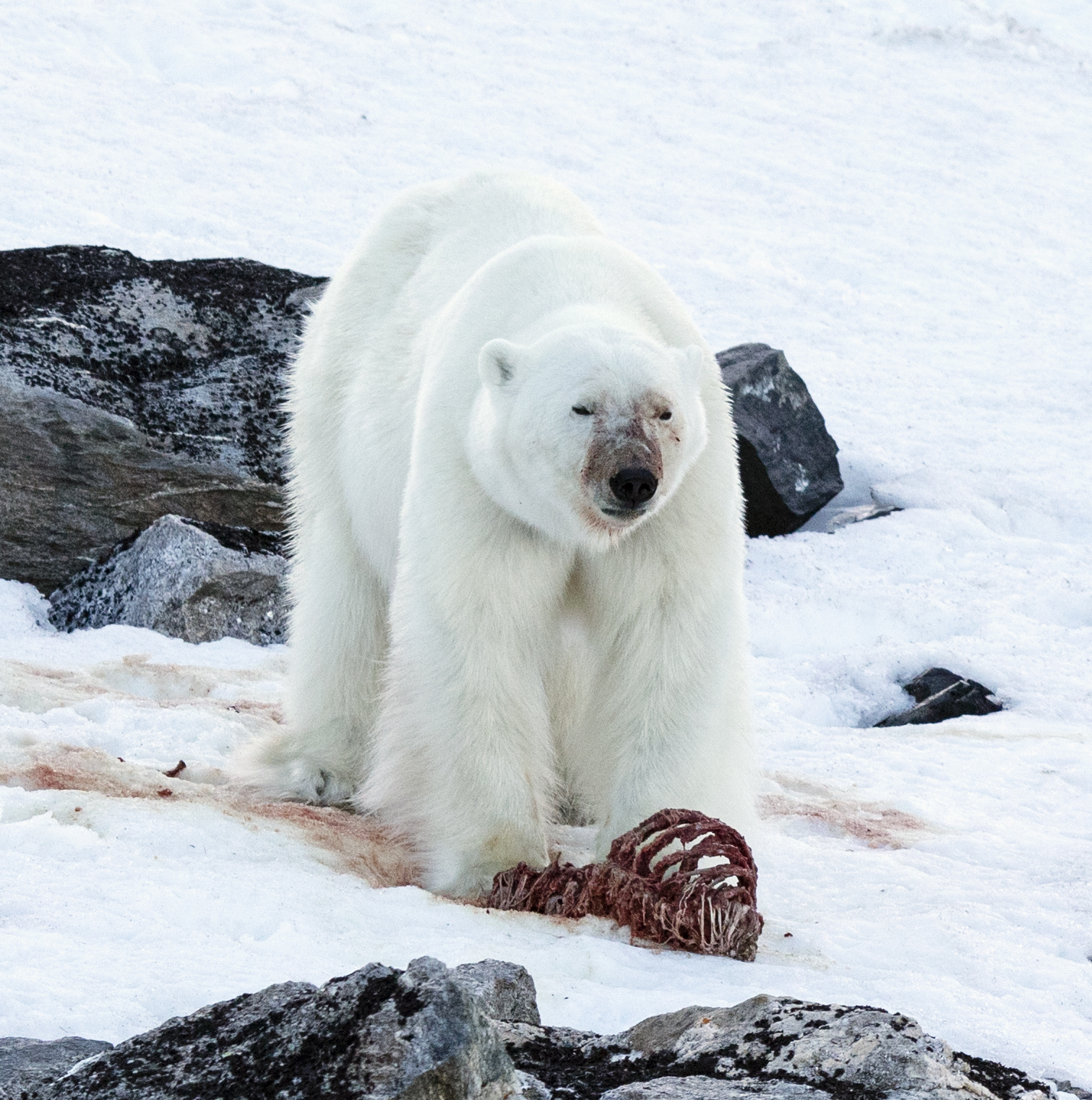
Niedźwiedź na Phippsøya
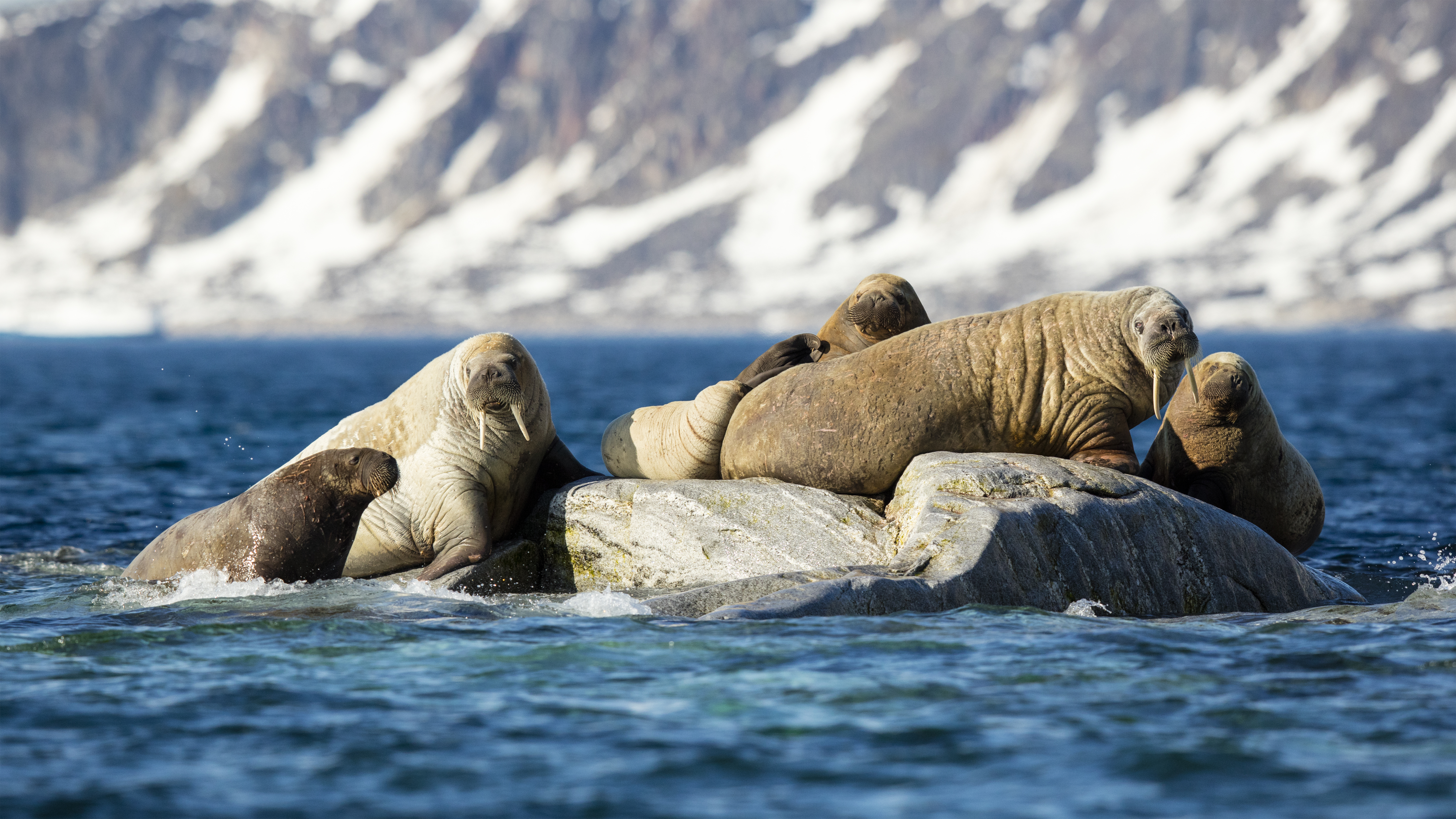
Morsy na Phippsøya
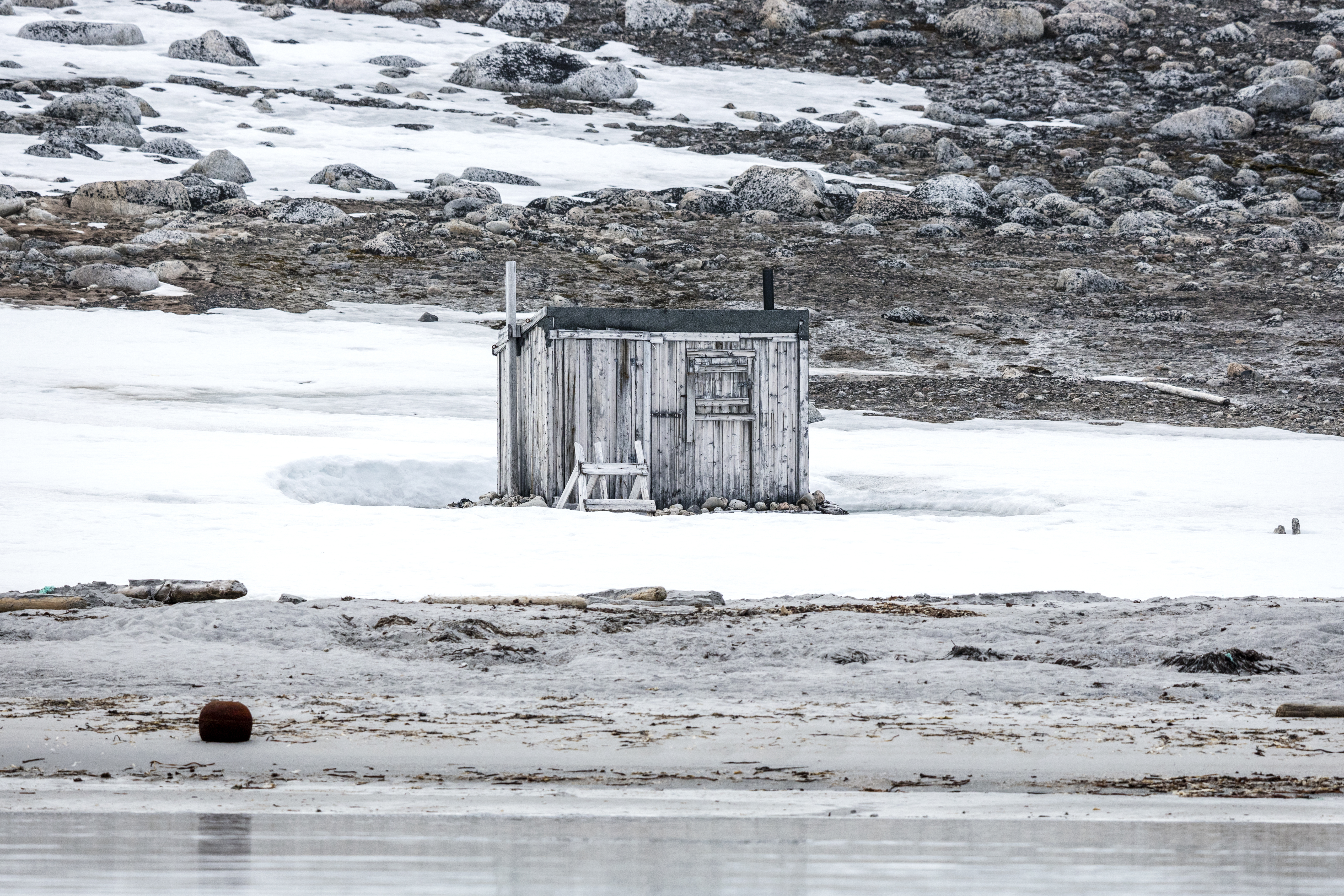
Chata z 1936 r.
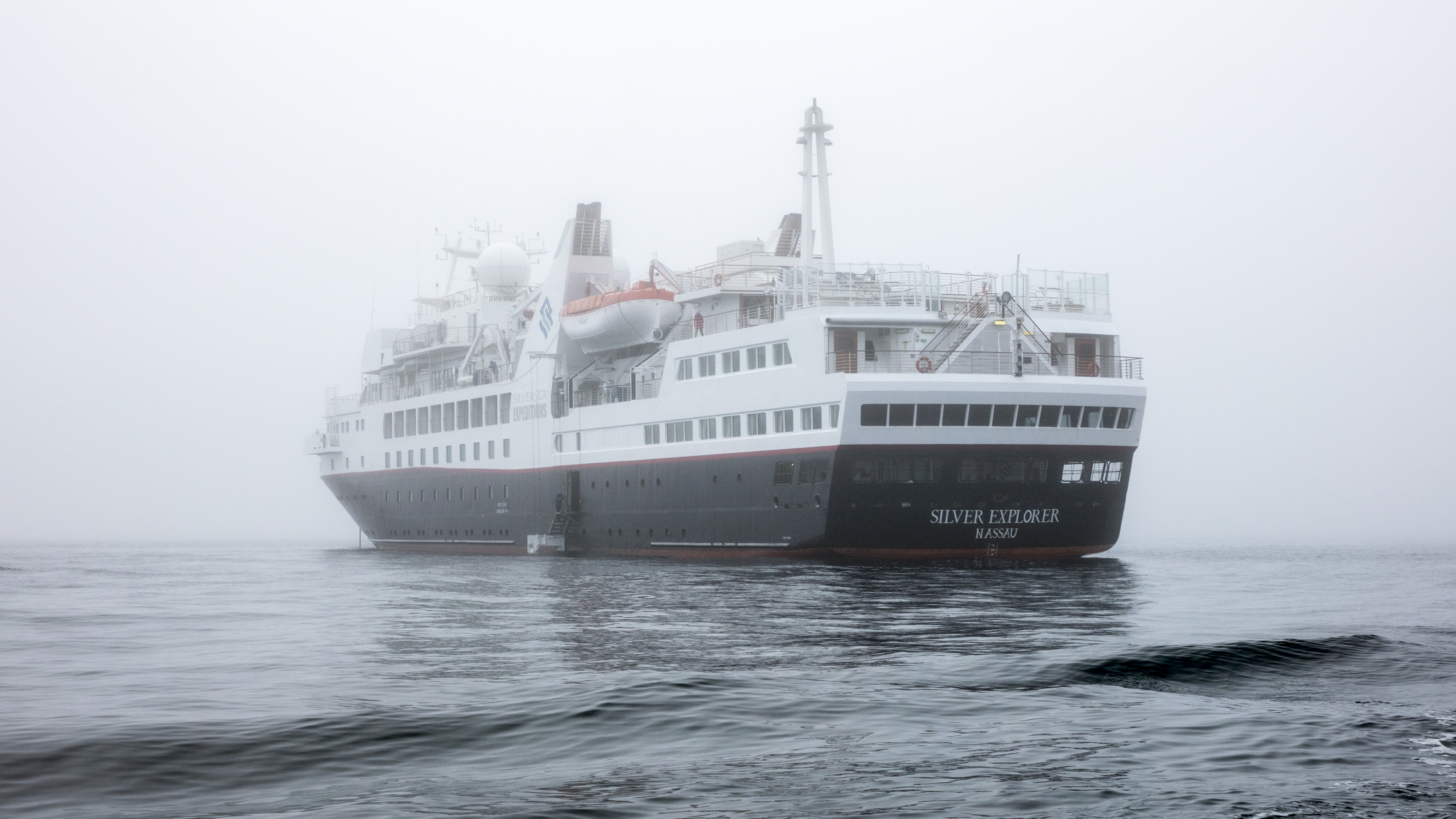
Statek u brzegów Phippsøya